# زدرافکا یوردانووا
زدرافکا یوردانووا (بلغاری: Здравка Йорданова؛ زادهٔ ۹ دسامبر ۱۹۵۰) قایقران روئینگ اهل بلغارستان است.